# یواس‌اس افینگهام (ای‌پی‌ای-۱۶۵)
یواس‌اس افینگهام (ای‌پی‌ای-۱۶۵) (به انگلیسی: USS Effingham (APA-165)) یک کشتی بود که طول آن ۴۵۵ فوت ۰ اینچ (۱۳۸٫۶۸ متر) بود. این کشتی در سال ۱۹۴۴ ساخته شد و در جنگ جهانی دوم جهت جابجا کردن سربازهای پیاده به خدمت نیروی دریایی ایالات متحده درآمد.